# 2MASS
2MASS (абревіатура від The Two Micron All-Sky Survey — «Огляд усього неба на довжині хвилі два мікрометри») — астрономічний огляд усієї небесної сфери у трьох інфрачервоних діапазонах із довжиною хвиль приблизно 2 мікрометри (мкм): J (1,25 мкм), H (1,65 мкм) та Ks (2,17 мкм). Спостереження огляду здійснювалися у 1997—2001 рр.: для північної півкулі — на горі Гопкінс в Аризоні, для південної — у Міжамериканскій обсерваторії Серро Тололо в Чилі. Остаточно дані 2MASS були оприлюднені 2003 року як дані IRSA (Infrared Science Archive).

## Цілі
Основними завданнями огляду були:
- Виявлення галактик у «Зоні недосяжності» (ZOA) — смузі на небі, яка прихована для спостережень у діапазоні видимого світла нашою власною галактикою — Чумацьким Шляхом.
- Виявлення коричневих карликів. Станом на 2003 рік огляд 2MASS дав змогу відкрити 173 коричневі карлики, зокрема 2MASS 0939-2448, 2MASS 0415-0935, 2M1207 та 2MASS J04414489+2301513[3].
- Систематичний пошук зір малої маси: зорі такого типу є найпоширенішими об'єктами як у нашій галактиці, так і в інших.
- Каталогізація всіх знайдених зір і галактик.
- Вимірювання в інфрачервоному діапазоні, здійснені в рамках огляду 2MASS, виявилися ефективними, зокрема, для виявлення не відкритих раніше зоряних скупчень[4][5].

## Результати

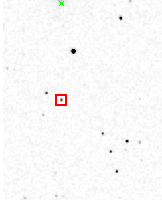
Зображення 2MASS у діапазоні J: підсвічено коричневий карлик 2MASS J17111353+2326333.

Кількісні описи точкових (зір, планет, астероїдів) та протяжних (галактики, туманності) джерел світла були каталогізовані автоматично за допомогою комп'ютерних програм у середньому аж до видимої зоряної величини 14. Загалом каталогізовано понад 300 млн точкових джерел світла й 1 млн — протяжних. Спираючись на дані зоряного огляду 2MASS, у листопаді 2003 року команда вчених оголосила про відкриття карликової галактики Великий Пес — це була найближча (з відомих на той час) галактика-супутник Чумацького Шляху.
Наразі дані й зображення, отримані під час огляду, загальнодоступні: будь-хто може безкоштовно отримати їх онлайн. Є також чимало наукових публікацій щодо огляду 2MASS із посиланнями на безкоштовні копії документів до публікації.

## Фінансування
Фінансування огляду 2MASS здійснювали Массачусетський університет в Емгерсті, науковий центр IPAC під керуванням Jet Propulsion Laboratory (JPL) та Каліфорнійського технологічного інституту, НАСА та Національний науковий фонд (NSF).